# Aphaenogaster rifensis
Aphaenogaster rifensis é uma espécie de inseto do gênero Aphaenogaster, pertencente à família Formicidae.